# Mora de Rubielos
Mora de Rubielos è un comune spagnolo di 1 756 abitanti situato nella comunità autonoma dell'Aragona.
Il comune è il capoluogo della comarca di Gúdar-Javalambre.